# Winzergenossenschaft Mayschoß-Altenahr

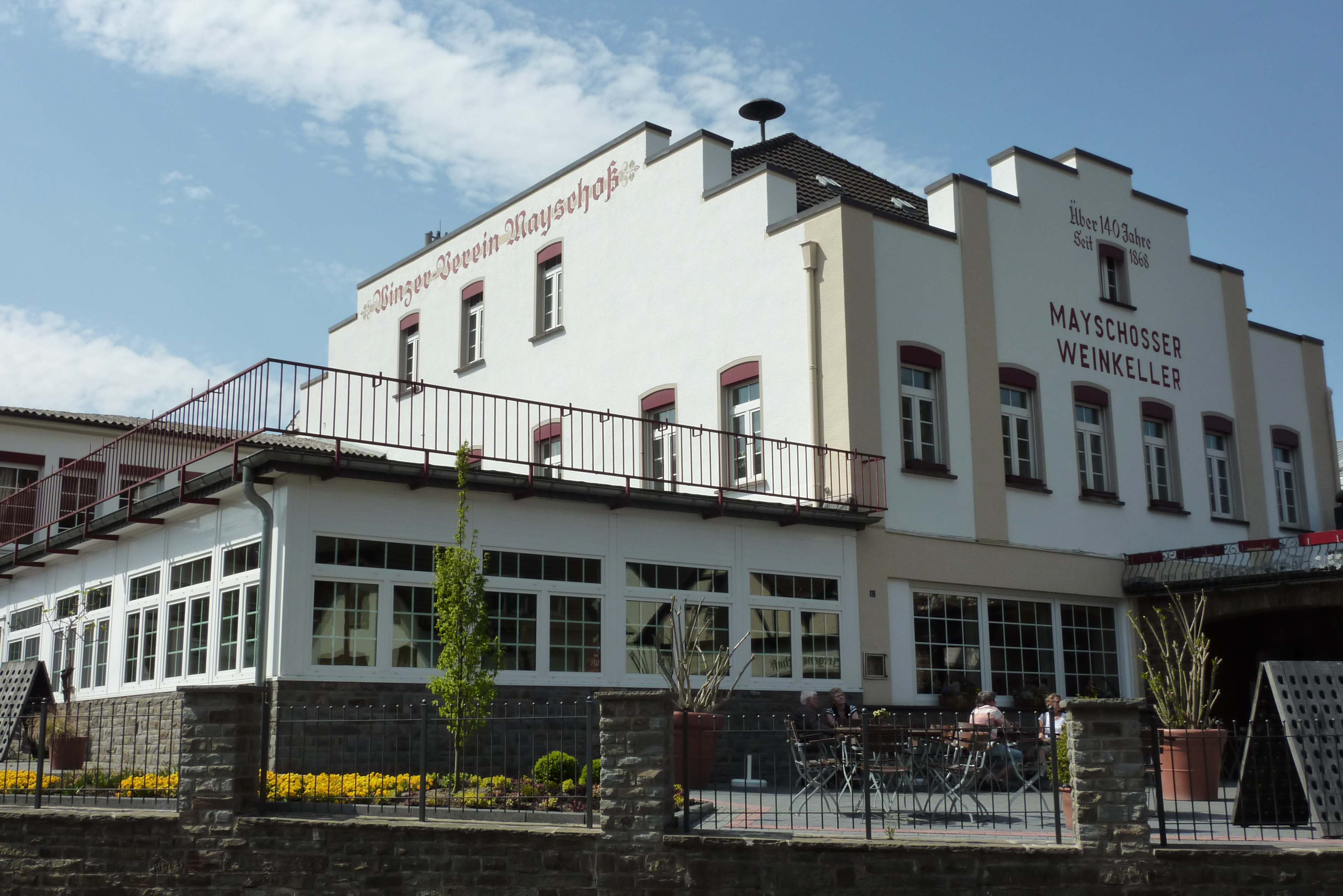
Standort der Winzergenossenschaft in Mayschoß

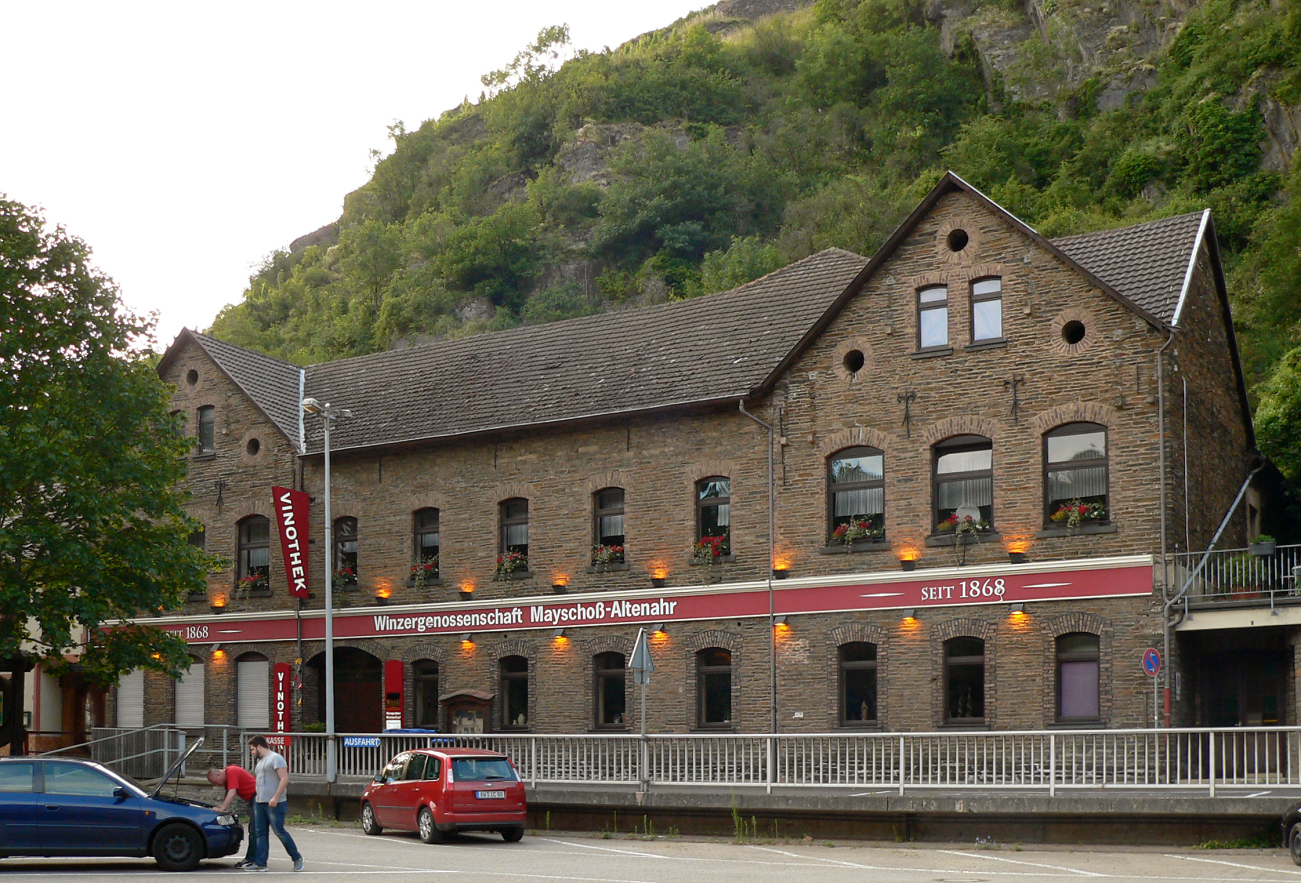
Standort der Winzergenossenschaft in Altenahr

Der  Winzergenossenschaft Mayschoß-Altenahr eG gehören etwa 430 Mitglieder an, die zusammen insgesamt 150 ha Anbaufläche im Ahrtal besitzen. Dies entspricht etwa einem Viertel der Anbaufläche dieses Anbaugebietes. Die Winzergenossenschaft liegt im Landkreis Ahrweiler in Rheinland-Pfalz und gehört zur Weinanbauregion Ahr. Standorte von Kellerei, Verwaltung und Verkauf bestehen in Mayschoß sowie Altenahr.

## Unternehmen, Sorten und Lagen
Das Funktionsprinzip der Winzergenossenschaft Mayschoß-Altenahr besteht darin, dass sie die von ihren Genossenschaftsmitgliedern geernteten Weintrauben aufkauft. Während die Winzer alle Arbeiten im Weinberg erledigen, kümmert sich die Genossenschaft um den Ausbau des Weins im Keller und die Vermarktung. Die durchschnittliche Jahresproduktion an Wein liegt bei etwa 1,2 Millionen Flaschen. Die Lagerkapazitäten umfassen etwa 250.000 Liter in Holzfässern und 1,8 Millionen Liter in Tanks. Die Genossenschaft beschäftigt 33 festangestellte Mitarbeiter und etwa 100 geringfügig Beschäftigte. Unter den rund 430 Genossenschaftsmitgliedern sind rund 250 aktive Winzer, die Weintrauben zum Keltern abliefern.
Bei der Winzergenossenschaft Mayschoß-Altenahr entfallen rund 80 Prozent auf rote Rebsorten und 20 Prozent auf weiße Rebsorten. Die Hauptrebsorte ist der Spätburgunder, gefolgt von Riesling. In kleinen Mengen werden Frühburgunder, Blauer Portugieser, Domina, Regent (rot), und Weißburgunder, Müller-Thurgau, Kerner (weiß) angebaut.
Die Weingärten der Genossenschaftsmitglieder liegen im gesamten Ahrtal. Die größten Lagen sind der Mayschosser Laacherberg (49 ha), der Mayschosser Mönchberg (43 ha), das Ahrweiler Daubhaus (34,8 ha), der Mayschosser Burgberg (14,5 ha) und das Altenahrer Eck.

## Geschichte
Unter den Winzern an der Ahr bestand im 19. Jahrhundert eine große Not, die durch die gesellschaftlichen Umwälzungen infolge der Französischen Revolution entstanden waren. Vor 1794 besaßen die Winzer ihre Weinberge in Erbpacht. An die Eigentümer in Form von Klöstern sowie geistlichen und weltlichen Herren entrichteten sie einen niedrigen Erbzins und zahlten auch in natura mit Weintrauben. Außerdem konnten sie Wein und Trauben an Klöster sowie Adelshöfe veräußern, wodurch Weiterverarbeitung und Absatz entfielen. Mit der Säkularisation während der Franzosenzeit und der Auflösung der Klöster sowie vieler herrschaftlicher Hofhaltungen gingen den Winzern die größeren Abnehmer verloren. In dieser Zeit mussten Steuern und Abgaben in Geld bezahlt werden, so dass die Verschuldung der Winzer zunahm. Zudem gab es überdurchschnittlich viele Missernten, wie in den 1810er, 1840er und 1850er Jahren. Da damals noch kein Weingesetz bestand, war Kunstwein weit verbreitet, der entsprechend dem Kundengeschmack süß ausfiel. Mit ihm konnten die herberen Naturweine von der Ahr, vor allem der Rotwein, nicht konkurrieren. Ab den 1820er Jahren brachte der Weinhandel die Winzer in eine schwierige wirtschaftliche Lage, da er zu abgesprochenen und nicht mehr kostendeckenden Preisen den Wein oder die Ernten aufkaufte.

### Gründung
Ab 1864 hatten die Mayschoßer Winzer mehrere gute Ernten zu verzeichnen und der mangelnde Absatz ließ die Weinvorräte ansteigen. Ein Winzer beschrieb die damalige Lage so:
„Wir hatten Wein genug, aber kein Brot und auch kein Geld, solches zu kaufen.“
In der Erkenntnis, dass sie in der damaligen Wirtschaftskrise nicht in der Lage waren, ihren Wein mit Gewinn zu vermarkten, gründeten 18 Winzer 1868 den Mayschoßer Winzerverein. Der Verein wurde 1869 in eine Genossenschaft umgewandelt.
Erste größere geschäftliche Erfolge verzeichnete die Winzergenossenschaft im Jahr 1871, nachdem ein Vorstandsmitglied die Kundschaft in den wichtigsten Verbrauchergebieten bereist hatte. Dadurch wurden größere Weinmengen zu guten Preisen verkauft. Mit dem Erfolg schwand die Skepsis vieler Winzer gegenüber der Genossenschaft und die Zahl der Mitglieder stieg ständig an. 1881 waren es 141 Mitglieder. Zunächst übernahm die Genossenschaft den Vertrieb; bald auch die Kellerwirtschaft durch den Ausbau der Weine im Fass. Dadurch konnten sich die Winzer auf die Arbeit im Weinberg konzentrieren. Im Jahr 1873 wurde eine Kellerei mit einem Gewölbekeller erbaut, die 1889 um einen weiteren Kellergang zur Fasslagerung erweitert wurde.

### Jüngste Geschichte
Die Winzergenossenschaft Mayschoß-Altenahr firmiert seit der Fusion mit der Winzergenossenschaft Altenahr im Jahr 1982 unter diesem Namen. Im Jahr 2009 erfolgte die Fusion mit der 1871 gegründeten Winzergenossenschaft Walporzheim. Im Jahr 2018 feierte die Winzergenossenschaft Mayschoß-Altenahr ihr 150-jähriges Bestehen. Sich selbst bezeichnet das Unternehmen als die älteste Winzergenossenschaft der Welt; sie ist aber nicht die erste, sondern die älteste noch bestehende. Älter ist die aus einem Weinbauverein hervorgegangene und 1855 gegründete Weingärtnergenossenschaft Neckarsulm-Gundelsheim, die aber im Jahr 2007 in einer anderen Genossenschaft aufging und nicht mehr besteht. 2016 investierte die Winzergenossenschaft drei Millionen Euro in die Modernisierung und Vergrößerung ihrer Produktionsanlagen, weil die Rebfläche zugenommen hatte. Dazu wurden Betriebshallen über dem Gewölbe des alten Fasskellers erneuert und mit neun Meter hohen Edelstahltanks für 500.000 Liter Wein ausgestattet.
Beim Hochwasser in West- und Mitteleuropa 2021 wurden die Gebäude in Mayschoss und Altenahr stark in Mitleidenschaft gezogen. Aus den gefluteten Gebäuden geborgene Weinflaschen wurden in der Folge auch als Flutwein vermarktet.

### Präsidenten
Als Präsidenten standen der Winzergenossenschaft vor:
- 1868–1872 Nikolaus Näkel
- 1872–1886 Joh. Pet. Gottsacker
- 1886–1906 Ant. Jos. Josten
- 1906–1923 Pet. Rochus Josten
- 1923–1925 Heinrich Ulrich
- 1925–1929 Hub. Bungart
- 1929–1935 Nik. Meurer
- 1935–1945 Lorenz Mies
- 1945–nach 1968 Franz Asbach

## Auszeichnungen
2009 wurde die Winzergenossenschaft Mayschoß-Altenahr mit einem Bundesehrenpreis der Deutschen Landwirtschafts-Gesellschaft geehrt. Ebenfalls 2009 wurde sie mit dem Staatsehrenpreis für Weinbau ausgezeichnet. Die Ehrung nahm der damalige rheinland-pfälzische Weinbauminister Hendrik Hering vor. Von den sechs im Großen Johnson erwähnten Weingütern liegt die Winzergenossenschaft mit ein bis zwei Sternen an fünfter Stelle.